# Maligradi

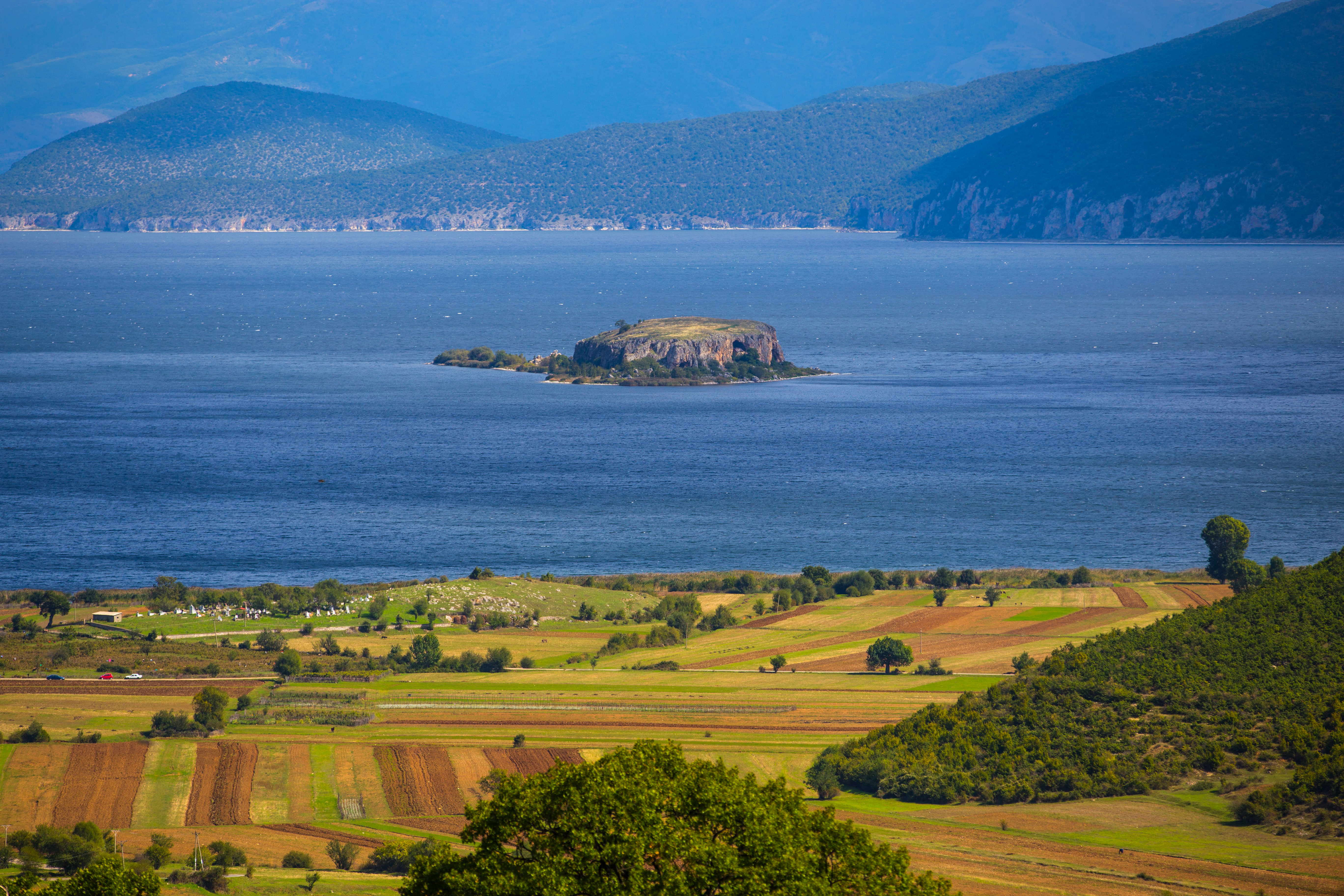

Maligradi (albanska: Maligrad med böjningsformen Maligradi) är en ö belägen i albanska delen av Prespasjön med många grottor för vilda djur och växter samt en klippa formad som en cirkel och ett sandområde.
På ön finns en berömd Jungfru Maria-kyrka som byggdes 1369 av Kesar Novak, en lokal adelsman av serbiskt ursprung. Ön har en yta på nästan 5 hektar.
Ön är också känd som Qyteti i Vogël på albanska och Mal Grad på makedonska; båda betyder lilla staden.